# Berlin-Blankenburg
Blankenburg ist ein Ortsteil des Bezirks Pankow in Berlin.

## Geographie
Blankenburg liegt im Berliner Urstromtal auf dem Höhenrücken des Barnim. Benachbarte Ortsteile sind Französisch Buchholz, Heinersdorf, Karow und Malchow. Einige Flächen des Ortsteils gehören zum Berlin-Brandenburger Naturpark Barnim.

## Geschichte

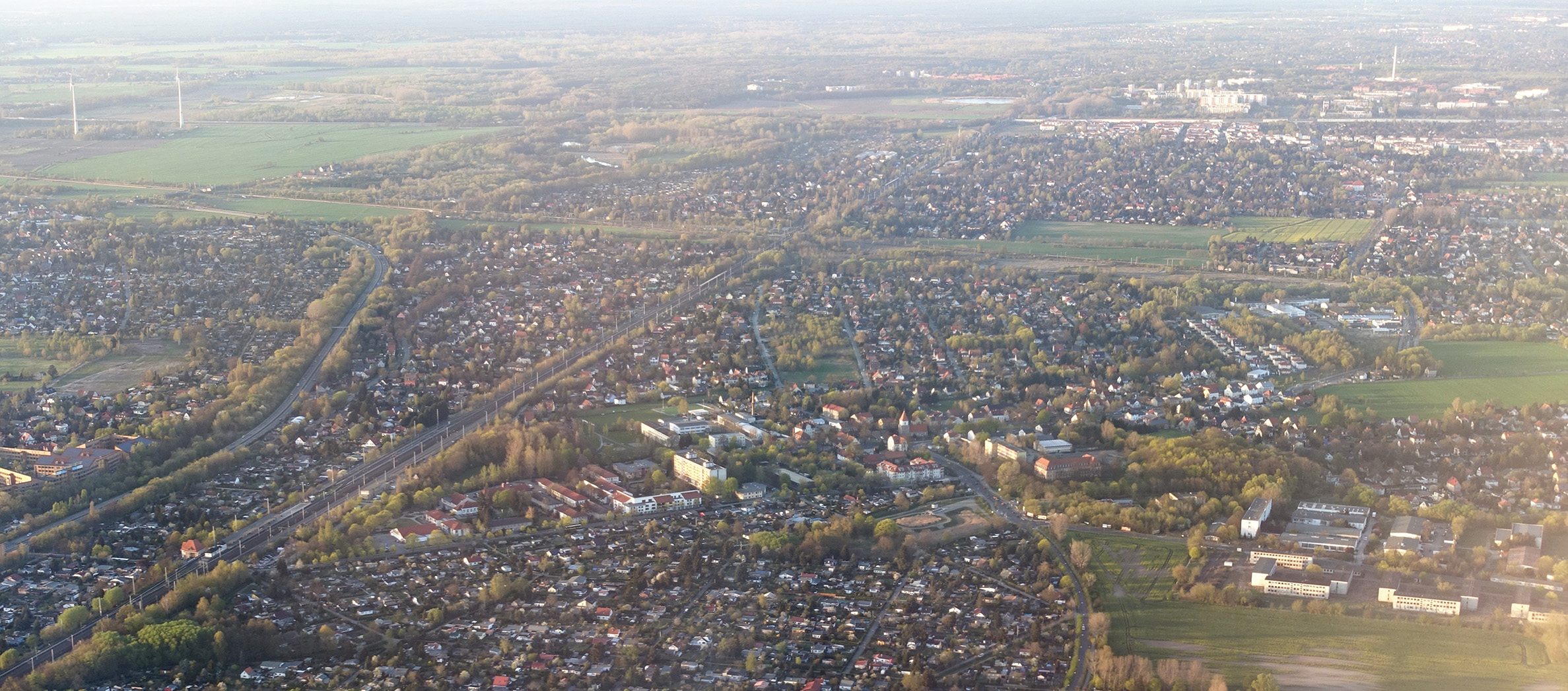
Luftaufnahme, 2016

### Entstehung und Entwicklung

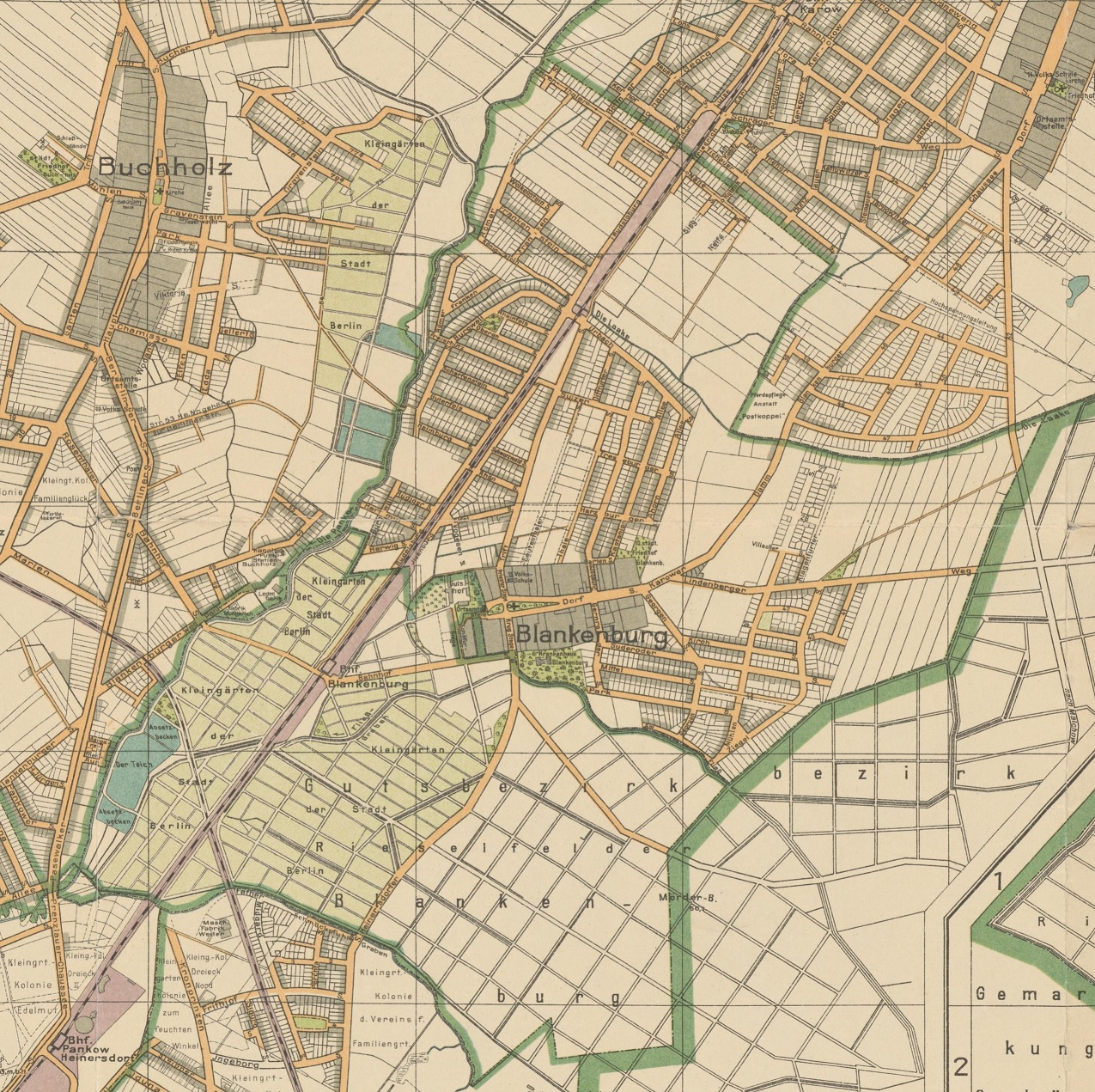
Gemeinde und Gutsbezirk Blankenburg in den Grenzen von 1920

Niederdeutsche Siedler, wahrscheinlich vom nordöstlichen Harzrand stammend, worauf die Namensübertragung von Blankenburg (Harz) hindeutet, gründeten Blankenburg um 1230 auf dem Barnim. Die erhaltene Dorfkirche entstand um 1250 und weist spätromanische Züge auf. Eine Urkunde des Bischofs von Brandenburg von 1271 erwähnte einen Urkundenzeugen Anselm de Blanckenborch, der aber auch aus Blankenburg gestammt haben könnte. Das Landbuch Kaiser Karls IV. von 1375 enthält die erste urkundliche Erwähnung des Dorfs. Es bestand aus 42 Hufen, davon vier Pfarrhufen. In der Ortschaft lebten 24 Kossäten und ein Krüger. Der Ritterhof des Tamme von Röbel umfasste acht Hufen. Die Niederadeligen waren auch in Buch ansässig.
Blankenburg war ursprünglich ein Angerdorf. Die Anlage des Ritterguts ließ einige Bauernhöfe sowie den Westteil des Dorfangers verschwinden. Dadurch wurde der Westteil der Dorfstraße zu einer Sackgasse.
Im Jahr 1436 war Wilhelm von Blankenfelde Erbherr zu Blankenburg. Den von Röbels folgten 1664 die von Fuchs und später die von Barfus, die 1688 17 Ritterhufen besaßen. Im Jahr 1710 erwarb Friedrich I. das Gut und unterstellte es dem Amt Niederschönhausen. Seit 1818 wieder in Privatbesitz, kaufte die Stadt Berlin im Jahr 1882 das Gut und legte auf dem Gelände ein Rieselgut an.

### Seit dem 20. Jahrhundert
Das 1920 vom Berliner Magistrat beschlossene „Gesetz über die Bildung einer neuen Stadtgemeinde Berlin“ führte zur Entstehung von 20 Verwaltungsbezirken, in die zahlreiche umliegende Städte und Dörfer eingemeindet wurden. Blankenburg wurde Teil des 19. Berliner Bezirks Pankow. Das Gesetz ließ den neuen Verwaltungen die Möglichkeit, ihr Territorium in Ortsbezirke zu untergliedern. Laut Ratsprotokoll des Bezirks Pankow vom 29. Juli 1920 schlossen sich die vorherige Landgemeinde und der Gutsbezirk Blankenburg zum Ortsbezirk Blankenburg zusammen. So wies Blankenburg zum 1. September 1920 insgesamt 1436 Einwohner auf. Nach Wahl der ersten besoldeten Ortsvorsteher, der Auswahl und Einrichtung von Verwaltungsstellen und der Einstellung weiterer Personen nahm das Bezirksamt Pankow mit seinen Ortsbezirken am 18. März 1921 endgültig seine Arbeit auf.
Mit dem Zusammenschluss wurde die Infrastruktur Blankenburgs verbessert. So wurde der Lauf der Panke reguliert und eine Leichenhalle gebaut.
Im Jahr 1986 wechselte Blankenburg im Rahmen der Verwaltungsreform zur Bildung des Stadtbezirks Hohenschönhausen gemeinsam mit den benachbarten Ortsteilen Heinersdorf und Karow zum damaligen Stadtbezirk Weißensee. Mit der Verwaltungsreform im Jahr 2001 wurde Blankenburg wieder Ortsteil des damals neu gebildeten Bezirks Pankow.

## Bevölkerung
| Jahr | Einwohner |
| ---- | --------- |
| 1858 | 0334      |
| 1871 | 0362      |
| 1880 | 0397      |
| 1890 | 0546      |
| 1900 | 0647      |
| 1910 | 0704      |
| 1919 | 1316      |
| 1925 | 1699      |
| 1939 | 5633      |

| Jahr | Einwohner |
| ---- | --------- |
| 1946 | 5651      |
| 1950 | 6357      |
| 1963 | 5882      |
| 1991 | 4353      |
| 1995 | 5005      |
| 2000 | 6093      |

| Jahr | Einwohner |
| ---- | --------- |
| 2007 | 6576      |
| 2010 | 6503      |
| 2015 | 6784      |
| 2020 | 6913      |
| 2021 | 6913      |
| 2022 | 7017      |
| 2023 | 6944      |
| 2024 | 6921      |

Quelle ab 2007: Statistischer Bericht A I 5. Einwohnerregisterstatistik Berlin. Bestand – Grunddaten. 31. Dezember. Amt für Statistik Berlin-Brandenburg (jeweilige Jahre)
Die Einwohnerzahlen bis 1919 umfassen die Landgemeinde und den Gutsbezirk Blankenburg.

## Bauwerke und Besonderheiten

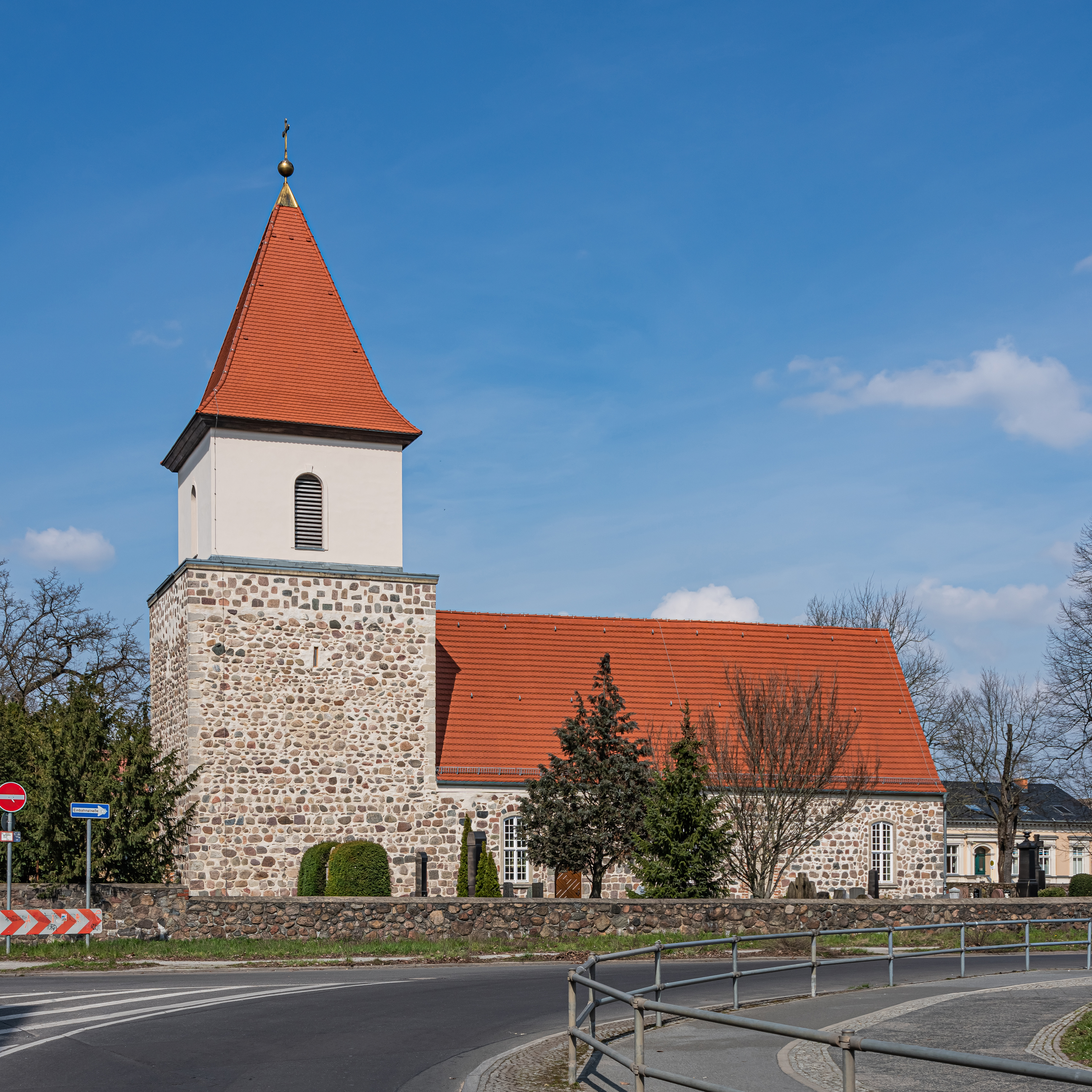
Dorfanger mit Kirche

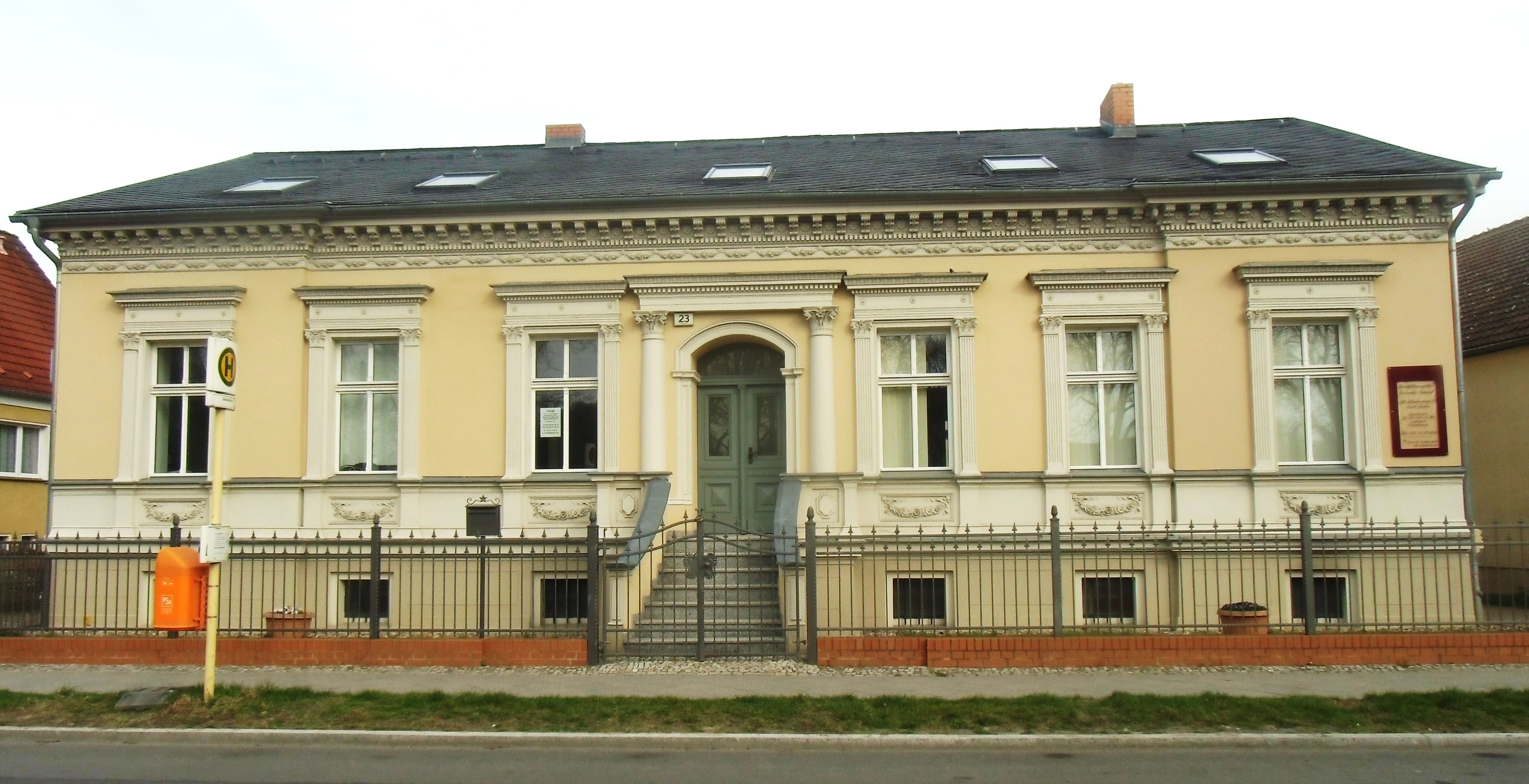
Wohnhaus Alt-Blankenburg 23

### Überblick
Der gut erhaltene Dorfanger samt Kirche sowie die umliegenden Einfamilienhäuser prägen Blankenburg als Vorortsiedlung. Zahlreiche Gebäude rund um die Straße Alt-Blankenburg stehen einzeln und als Bauensemble unter Denkmalschutz. Eine besondere Bedeutung für den Ortsteil haben die Gebäude des Pflegeheims der Albert-Schweitzer-Stiftung. Auch die ehemalige Kleingartenanlage Blankenburg, mit 84 Hektar eine der größten zusammenhängenden Gartensiedlungen Deutschlands, entspricht dem Charakter von Blankenburg. Sie wurde 2005 in eine Erholungssiedlung umgewidmet. Viele der Pächter und Eigentümer sind Mitglieder des 1991 gegründeten Vereins der Garten- und Siedlerfreunde Anlage Blankenburg.
Im Nordosten des Ortsteils liegt der Friedhof Blankenburg, in dessen vorderem Bereich sich ein Ehrenhain für Opfer von Krieg und Gewaltherrschaft nach dem Berliner Gräbergesetz befindet.
Zwischen 1982 und 2001 gab es im Ort ein Hundemuseum in Alt-Blankenburg 33. Ein Ehepaar aus dem Ortsteil hatte es gegründet und über mehrere Jahre systematisch aufgebaut. Im Jahr 1992 fand die Einrichtung sogar Erwähnung im Guinness-Buch der Rekorde: „Wir bestätigen, daß das Ehepaar Margarete und Gerhard Laske in Berlin-Blankenburg den Rekord ,Gründung und Aufbau eines Hundemuseums’ aufgestellt hat.“ Im Jahr 2020 wurde es aufgelöst.
Am südöstlichen Rand des Ortsteils befand sich eine Zweigstelle der Hochschule für Technik und Wirtschaft Berlin (HTW), die 2009 an den Campus Oberschöneweide umzog. Vorgängereinrichtung an diesem Standort war die Ingenieurhochschule Berlin-Wartenberg. Die jahrelang leerstehenden Gebäude wurden 2016 abgerissen. Im östlich gelegenen Gelände schließt sich das Golf Resort Berlin-Pankow an, einer von drei Berliner Golfplätzen.
Im Mai 2007 nahmen die Berliner Wasserbetriebe einen Retentionsbodenfilter an der Heinersdorfer Straße in Betrieb, der Abwasser von 560.000 m² Straßen am Karower Damm und am Blankenburger Pflasterweg reinigt und damit gereinigtes Regenwasser der Panke zuleitet.

### NeubaugebietBlankenburger Süden
Zwischen Blankenburg und Heinersdorf, auf einem hauptsächlich landwirtschaftlich genutzten Gebiet, soll eine neue Siedlung – der Blankenburger Süden – entstehen. Geplant sind bis zu 6000 neue Wohneinheiten auf einem rund 430 Hektar großen Gebiet. Auf das Kerngebiet entfallen dabei rund 90 Hektar. Das Wohngebiet soll als ein Stadtquartier der Vielfalt entwickelt werden durch
- kleinteilige räumliche Strukturen
- vielfältige Nutzungen von Wohnen über Arbeiten und Einkaufen bis hin zu Bildung und Freizeit
- zahlreiche Formen von öffentlichen und privaten Freiräumen
- verschiedene Besitzstrukturen wie Miete, Erbbaurecht und Eigentum
- vielfältige Bau- und Organisationsstrukturen wie Baugruppen, Genossenschaften und städtische Wohnungsbaugesellschaften, sodass unterschiedliche Formen des Zusammenlebens möglich sind (neben herkömmlichen Single- und Familienhaushalten auch Wohngemeinschaften und generationenübergreifendes Wohnen)[15]

Zur besseren Anbindung an das Berliner Straßenbahnnetz soll die zurzeit in Heinersdorf endende Metrotramlinie M2 verlängert werden. Sie soll über das Industriegebiet Heinersdorf nach Norden bis zum Blankenburger Süden und weiter bis zum S-Bahnhof Blankenburg geführt werden.

## Verkehr

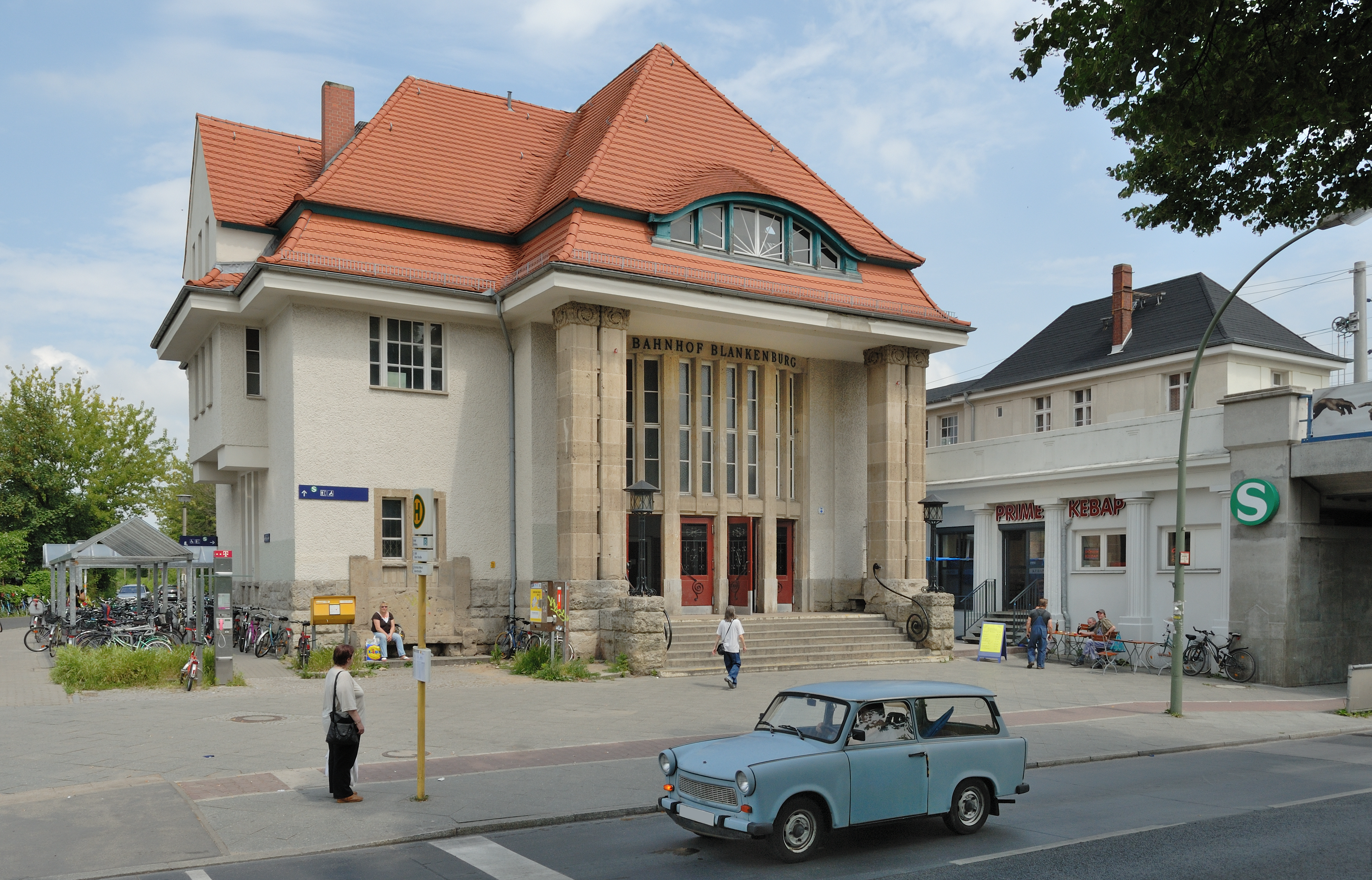
S-Bahnhof Blankenburg

Blankenburg besitzt einen Bahnhof, der von den S-Bahn-Linien S2, S26 und S8 bedient wird. Der Ortsteil liegt an der Stettiner Bahn und am Berliner Außenring. An der Grenze zu Karow, am Schnittpunkt beider Bahntrassen, soll der Bahnhof Karower Kreuz entstehen.
Im Ortsteil verkehren mehrere Buslinien.
An der westlichen Grenze des Ortsteils wird Blankenburg von der A 114 tangiert, eine direkte Autobahnanbindung gibt es nicht.

## Persönlichkeiten
- Marie Grünberg (1903–1986), versteckte in der Zeit des Nationalsozialismus Verfolgte in ihrer Laube in Blankenburg
- Johannes Maus (1916–1985), Schauspieler, in Blankenburg geboren
- Reinhard Lakomy (1946–2013), Komponist, lebte in Blankenburg
- Monika Ehrhardt (* 1947), Schriftstellerin, lebt in Blankenburg
- Claudia Hämmerling (* 1954), Politikerin (Bündnis 90/Die Grünen), in Blankenburg aufgewachsen
- Bastienne Voss (* 1968), Schauspielerin und Schriftstellerin, in Blankenburg aufgewachsen